# بيتر فروند
بيتر فروند (بالرومانية: Peter Freund)‏ هو فيزيائي نظري وفيزيائي نمساوي وروماني وأمريكي، ولد في 7 سبتمبر 1936 في تيميشوارا في رومانيا، وتوفي في 6 مارس 2018 في شيكاغو في الولايات المتحدة.